# Assa
Assa là một chi động vật lưỡng cư trong họ Myobatrachidae, thuộc bộ Anura. Chi này có 1 loài Assa darlingtoni và không bị đe dọa tuyệt chủng.